# Brent Darby
Brent Lamar Darby (River Rouge, 6 giugno 1981 – Detroit, 6 dicembre 2011) è stato un cestista statunitense.
Playmaker di 185 cm, ha giocato per sette anni da professionista in Europa, nei campionati polacco, israeliano, italiano (in Serie A e Legadue) e francese.

## Carriera
Dopo essere uscito dal college di Ohio State e aver debuttato in Europa, prima in Polonia e poi in Israele, è arrivato in Italia nel 2004-05 ingaggiato dalla Banca Nuova Trapani, in Legadue. All'esordio ha totalizzato una media-punti di 19,7 in trenta gare di campionato. La sua squadra si salvò tranquillamente sfiorando i play-off. Nel 2005-06 è passato alla Carife Ferrara, con cui ha disputato i play-off per la promozione in Serie A.
L'anno successivo esordisce nella massima serie con gli irpini della Felice Scandone. L'esperienza non è comunque positiva: sedici presenze e 154 punti. La squadra si salva solo per la migliore differenza canestri.
Nel 2007-08 torna in Legadue, con la maglia del Banco di Sardegna Sassari. Dopo una parentesi al Pistoia Basket 2000 in 2008-09 veste la maglia della Juvecaserta, successivamente al Limoges e Venezia.
Operato due volte per problemi di trombosi, è morto il 6 dicembre 2011 all'età di 30 anni.